# Domesticus (Römisches Reich)

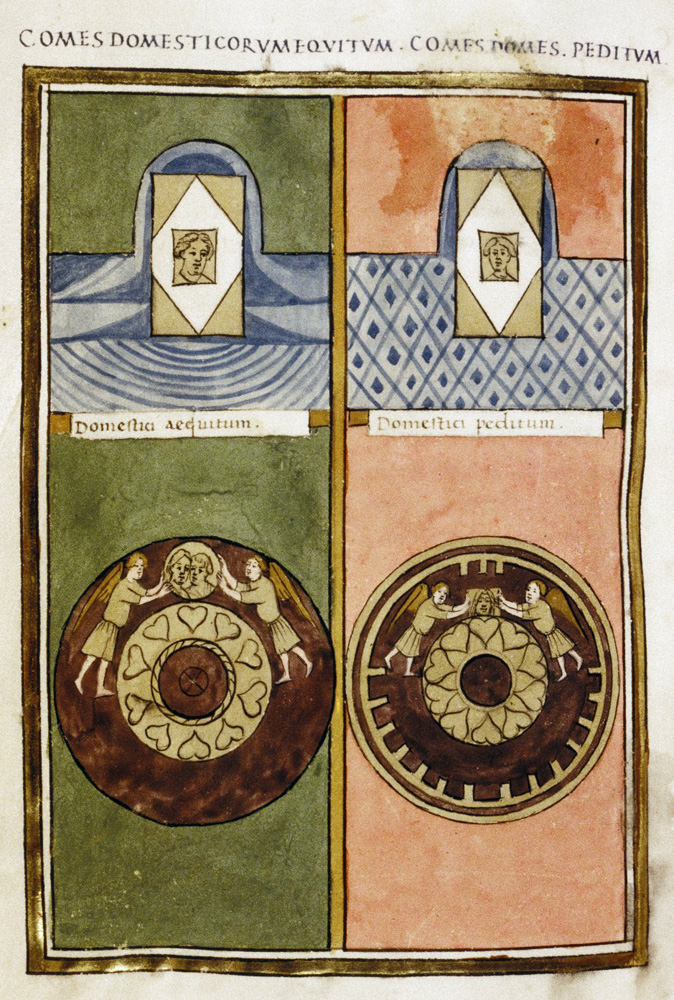
Die Insignien der beiden comites domesticorum des Oströmischen Reiches nach der Notitia Dignitatum

Ein domesticus (oder protector) war ein Mitglied der protectores domestici oder protectores Augusti, einer Einheit des spätrömischen Heeres, die seit dem 4. Jahrhundert unter anderem als Leibgarde der Kaiser diente und deren Stabsoffiziere stellte. Ihr Name belegt, dass diese Einheit als dem kaiserlichen Haushalt zugehörig angesehen wurde. Nach einigen Jahren im Dienst wurde ein domesticus durch den Kaiser entlohnt und oft an die Spitze eines römischen Regiments gestellt. Umstritten ist, wie hoch die Kampfkraft dieser Garde war, die offenbar einerseits aus verdienten Veteranen, andererseits aber aus jungen Aristokraten bestand, denen die Position als Karrieresprungbrett diente.
Der Befehlshaber der domestici, der comes domesticorum, besaß den hohen Rang eines vir illustris. Es gab anfangs zwei dieser Befehlshaber, einen für die Kavallerie (comes domesticorum equitum) sowie einen für die Infanterie (comes domesticorum peditum). Aufgrund ihres Kommandos über eine militärische Einheit in der direkten Nähe des römischen Kaisers waren die comites domesticorum ein großer Machtfaktor am kaiserlichen Hof. Sie traten gerade in Zeiten hervor, in denen nach dem Tod eines Kaisers oder aufgrund seiner Schwäche ein Machtvakuum am Hof entstanden war. So wurde etwa der comes domesticorum Jovian 364 nach dem Tod Kaiser Julians selbst zum Kaiser ausgerufen. Allobichus, ein weiterer Kommandeur der Leibwache, beteiligte sich an den Machtkämpfen am Hof des Kaisers Honorius nach dem Tod Stilichos 408. Auch Kaiser Majorian (457–461) war vorher comes domesticorum gewesen. Viele comites domesticorum erreichten auch den nächsthöheren Ranggrad eines magister militum (beispielsweise Dagalaifus, Richomer oder Flavius Castinus), womit sie Generäle des römischen Heeres wurden.
Während die protectores domestici in Westrom bis zuletzt eine tatsächliche Kampftruppe geblieben zu sein scheinen, wurden sie im Osten während des 5. Jahrhunderts wahrscheinlich zu einer militärisch wertlosen Paradeeinheit, in die aufgrund der guten Bezahlung auch unkriegerische Männer eintraten (so etwa Menander Protektor); die wirkliche Leibgarde des Kaisers waren in Ostrom seit ca. 460 die excubitores. Der Titel domesticus wurde im Oströmischen Reich, gräzisiert zu Domestikos, noch lange beibehalten; dies galt ebenso für protector bzw. Protektor.